# Batalha de Re'im
A batalha de Re'im (em hebraico: קרב רעים, em árabe: معركة رعيم) ocorreu em 7 de outubro de 2023, quando o Hamas lançou a Operação Al-Aqsa Flood durante o Conflito israelo-palestino de outubro de 2023. Às 10:00 da manhã, menos de cinco horas após o início da Operação Al-Aqsa Flood, foram relatados combates fora da Base do Exército de Re'im, que é a sede da Divisão de Gaza. Mais tarde, foi relatado que o Hamas assumiu o controle da Base do Exército de Re'im e havia capturado vários soldados israelenses. Mais tarde, no mesmo dia, as Forças de Defesa de Israel recuperaram o controle da base militar. Em menos de vinte e quatro horas, toda a região de Re'im foi liberada da presença de combatentes do Hamas pelos soldados israelenses.